# Diplomata-útlevél

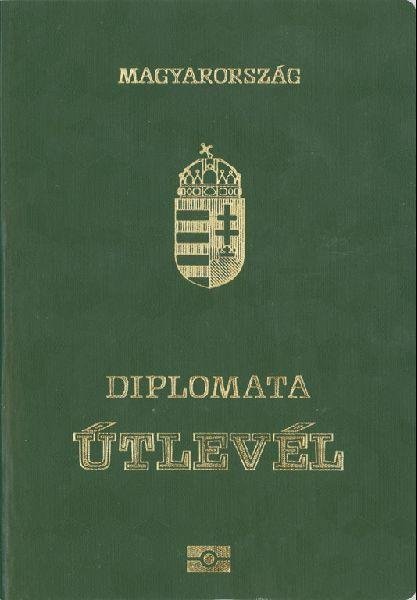
Magyar diplomata-útlevél (2006)

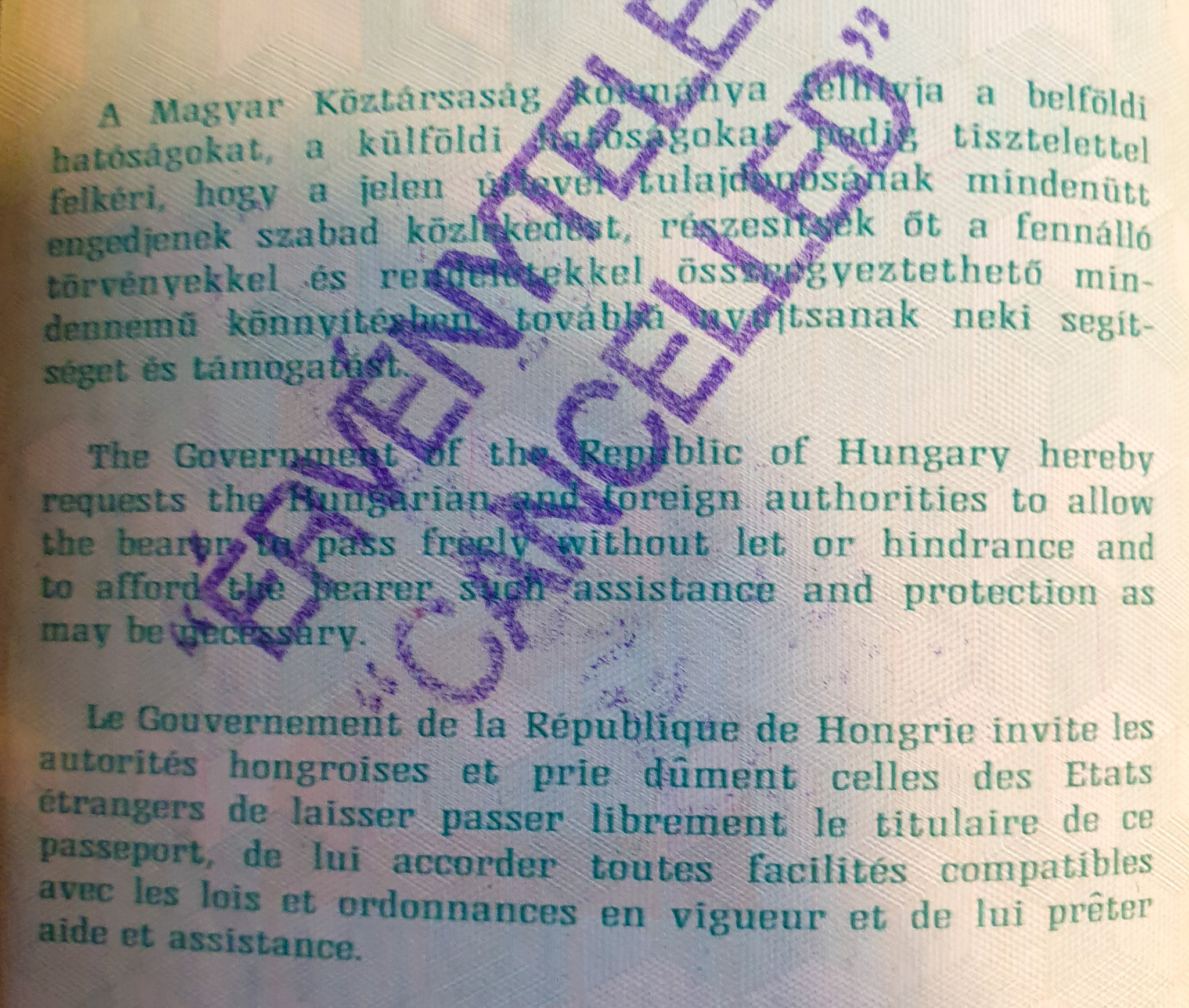
Magyar diplomata-útlevél szövege a 2. oldalán (2001)

A diplomata-útlevél a diplomaták és magas beosztású állami hivatalnokok valamint parlamenti képviselők számára kibocsátott utazási okmány.
A szuverén állam a másik szuverén államhoz küldött diplomáciai személyzetét diplomata-útlevéllel látja el, mely igazolja viselője diplomáciai funkcióját, s mellyel kéri a tranzitországokat, hogy állomáshelyre érkezéséig biztosítsák az útlevél birtokosának a háborítatlan átutazás lehetőségét.

## Mentességek és kiváltságok
A diplomata-útlevelet az államok az arra jogosult tisztségviselőik számára a diplomáciai mentességek és kiváltságok más államokban történő érvényesítése érdekében állítják ki.
A diplomata-útlevél azonban önmagában nem biztosít a hordozói számára előjogokat, mivel azok ugyanúgy az általuk betöltött funkciótól függenek, mint ahogy a mentességek és kiváltságok általában.
A fogadó ország hatóságai előtt a diplomáciai státuszt nem közvetlenül a diplomata-útlevél, hanem az az igazolvány bizonyítja, melyet a diplomata megérkezése után az ottani külügyminisztérium protokoll osztálya állított ki a számára.
Annak a személynek, aki éppen nem diplomáciai feladatokat lát el, ám diplomata-útlevéllel rendelkezik, illetve nem a fogadó országban vagy tranzitországban tartózkodik, kiváltságokat és mentességeket az érintett állam csak udvariassági alapon vagy külön szerződések alapján biztosíthat.

## Magyar szabályozás
Magyarországon a külföldre utazásról szóló törvény alapján három jogosulti kör részére állítható ki, általános esetben ötéves érvényességi idővel.
A törvény alapján jogosultak mellett diplomata-útlevelet kaphatnak a hivatalos célból velük együtt utazó, közös háztartásban élő házastársuk, eltartott gyermekeik, egyes esetekben más hozzátartozóik. Kizárólag utazásának időtartamára érvényes diplomata-útlevelet kaphat az, aki a köztársasági elnök, a miniszterelnök, az Országgyűlés elnöke vagy a külpolitikáért felelős miniszter megbízásából diplomáciai küldetéssel utazik külföldre, azaz diplomáciai küldetésben eljáró személy. Ugyancsak utazásának időtartamára érvényes ilyen okmányt kaphat az is, aki számára ezt rendkívül indokolt esetben az irányítást (felügyeletet) gyakorló miniszter javaslatára a külpolitikáért felelős miniszter engedélyezte.